# Isodactylactis obscura
Isodactylactis obscura är en korallart som beskrevs av Enrica Calabresi 1927. Isodactylactis obscura ingår i släktet Isodactylactis och familjen Cerianthidae. Inga underarter finns listade i Catalogue of Life.